# Reduto da Salga

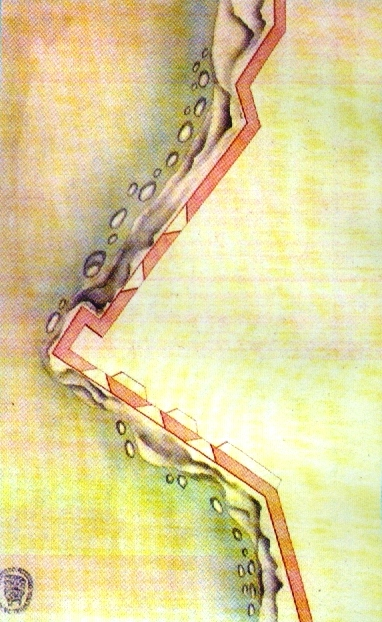
Segundo forte (reduto) da Casa da Salga (Francisco Xavier Machado, 1712, ANTT).

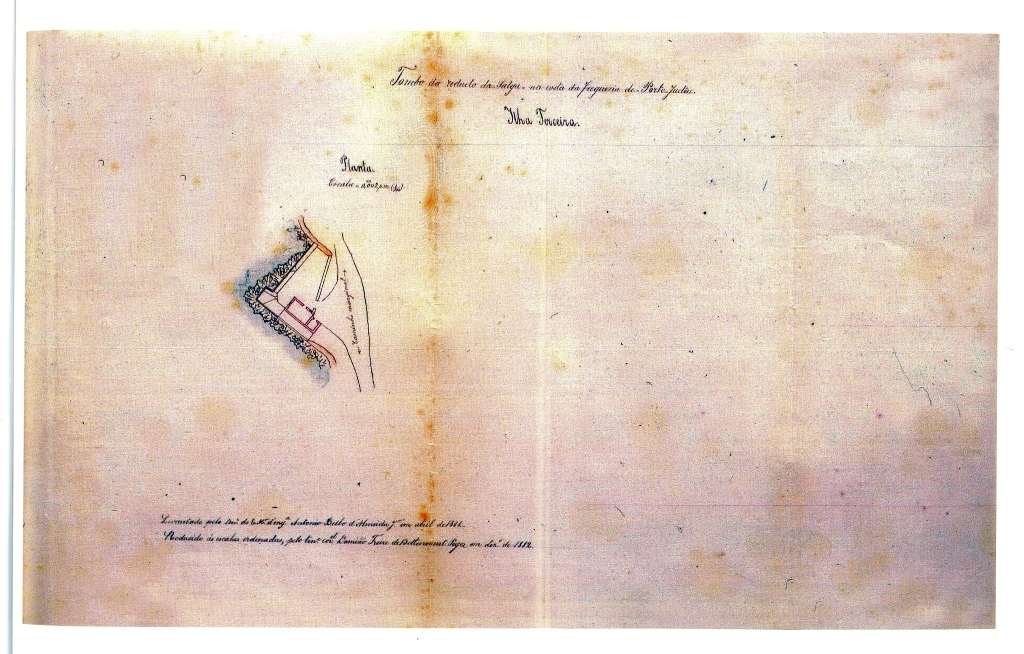
Planta do Reduto da Salga (Almeida Jr.; Damião Pego, 1881-1882).

O Reduto da Salga localizava-se na baía da Salga, freguesia de Porto Judeu, concelho de Angra do Heroísmo, na costa sudeste da ilha Terceira, nos Açores.
Em posição dominante sobre este trecho do litoral, constituiu-se em uma fortificação destinada à defesa deste ancoradouro contra os ataques de piratas e corsários, outrora frequentes nesta região do oceano Atlântico. Cooperava com o Forte da Salga.

## História
Foi uma das fortificações erguidas na Terceira no contexto da crise de sucessão de 1580 pelo então corregedor dos Açores, Ciprião de Figueiredo e Vasconcelos, conforme o plano de defesa da ilha elaborado por Tommaso Benedetto em 1567, após o ataque do corsário francês Pierre Bertrand de Montluc ao Funchal (outubro de 1566), intentado e repelido em Angra no mesmo ano (1566):
"Não havia naquele tempo [Crise de sucessão de 1580] em toda a costa da ilha Terceira alguma fortaleza, excepto aquela de S. Sebastião, posto que em todas as cortinas do sul se tivessem feito alguns redutos e estâncias, nos lugares mais susceptíveis de desembarque inimigo, conforme a indicação e plano do engenheiro Tomás Benedito, que nesta diligência andou desde o ano de 1567, depois que, no antecedente de 1566, os franceses, comandados pelo terrível pirata Caldeira, barbaramente haviam saqueado a ilha da Madeira, e intentado fazer o mesmo nesta ilha, donde parece que foram repelidos à força das nossas armas." 
A seu respeito, DRUMMOND registou: "(...) concluíram-se a boa fortaleza da Salga e o reduto que lhe fica fronteiro e encruza a baía, estendendo-se-lhe um bom lanço de muralha. (...)."
Com a instalação da Capitania Geral dos Açores, o seu estado foi assim reportado em 1767:
"6º - Reducto da Salga. Tem 5 peças de ferro boas com os seus reparos capazes: preciza para se guarnecer cinco artilheiros e vinte auxiliares."
Encontra-se referido como "Segundo forte (reducto) da Casa da Salga" no relatório "Revista dos fortes e redutos da ilha Terceira", de Francisco Xavier Machado (1772), ilustrado com cinco canhoneiras.
Encontra-se referido como "5. Reducto nomeado da caza da Salga" no relatório "Revista aos fortes que defendem a costa da ilha Terceira", do Ajudante de Ordens Manoel Correa Branco (1776), que lhe relata o estado:
"Tambem este se acha redificado de novo, careçe tirarselhe algú emtulho, e fazerselhe hú tilheiro p.ª recolher a Artelharia no Inverno, e hú quartel p.ª a guarda."
Dele existem duas representações de alçado e planta ("Reduto da Salga") na "Colecção de Plantas e Alçados de 32 Fortalezas dos Açores, por Joze Rodrigo d'Almeida em 1806".
A "Relação" do marechal de campo Barão de Bastos em 1862 informa que "As muralhas e alojamentos carecem de pequenos consertos."
Quando do Tombo de 1881, encontrava-se fechado, sendo informado estar à conta de um veterano. Externamente não se encontrava em mau estado.
De sua estrutura restam-nos apenas vestígios.

## Características
Do tipo abaluartado, de pequenas dimensões, apresentava planta no formato triangular orgânico, adaptado ao terreno, erguido em aparelho de cantaria.
Em seus muros rasgavam-se primitivamente cinco canhoneiras; quando do Tombo de 1881, apresentava apenas duas, uma no ângulo saliente e outra na muralha voltada a oeste.
No seu interior erguia-se a Casa da Guarda e, junto a esta, mas exteriormente no muro da gola, outra, mais pequena, utilizada como cozinha.
O reduto ocupava uma área de 220 metros quadrados, a que se acrescia a área edificada das casas, de 39 metros quadrados.
Era acedido por um caminho em más condições e cujo início se localizava na estrada marginal, que dá acesso a outros fortes e a terras de particulares.